# Diócesis de Salamanca
La diócesis de Salamanca (en latín: Dioecesis Salmantina) es una circunscripción eclesiástica de la Iglesia católica en España. Se trata de una diócesis latina, sufragánea de la archidiócesis de Valladolid. Desde el 15 de noviembre de 2021 su obispo es José Luis Retana Gozalo.

## Territorio y organización

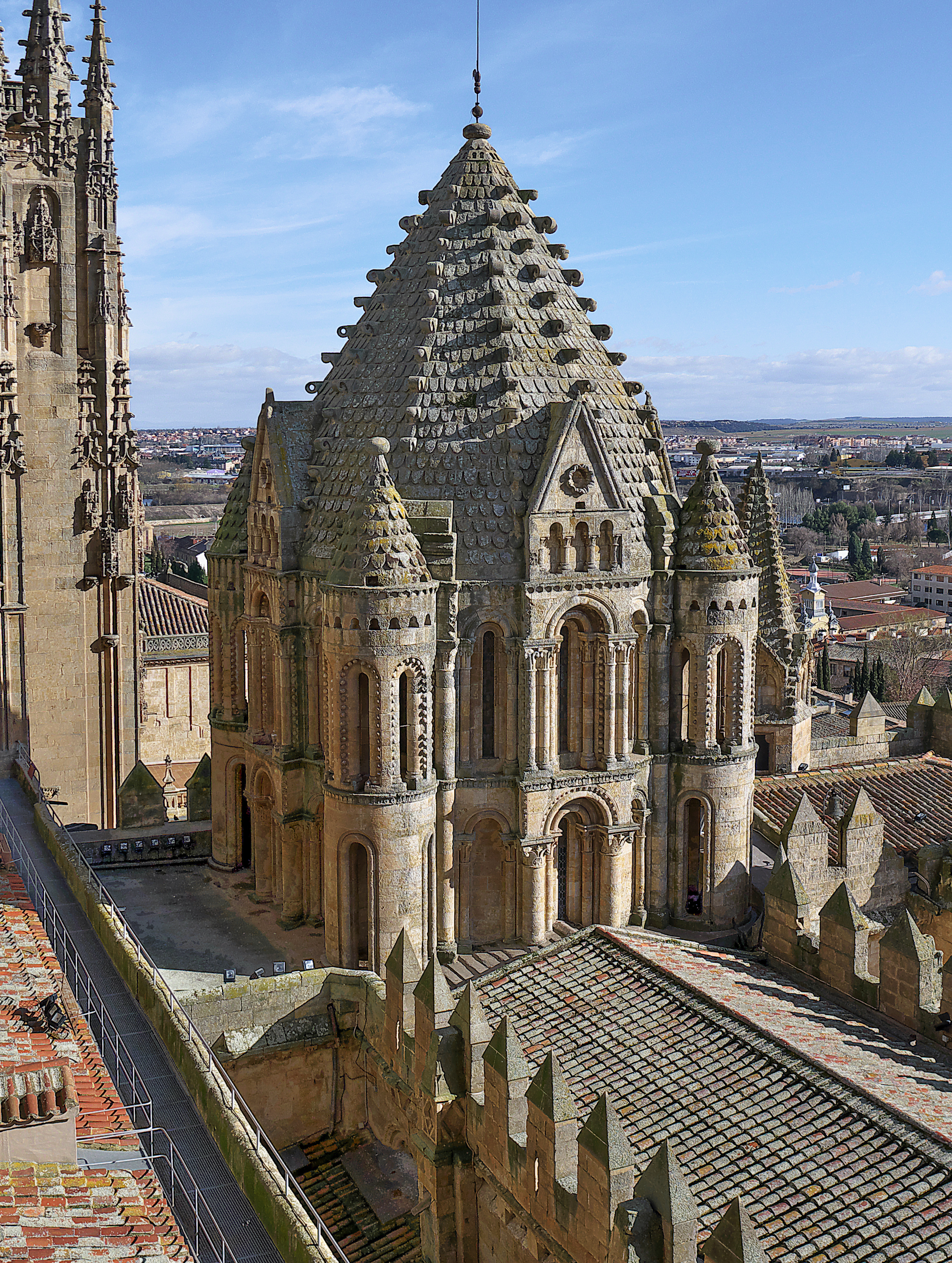
Catedral Vieja de Salamanca

La diócesis tiene 7876 km² y extiende su jurisdicción sobre los fieles católicos de rito latino residentes en la parte oriental de la provincia de Salamanca en la comunidad autónoma de Castilla y León.

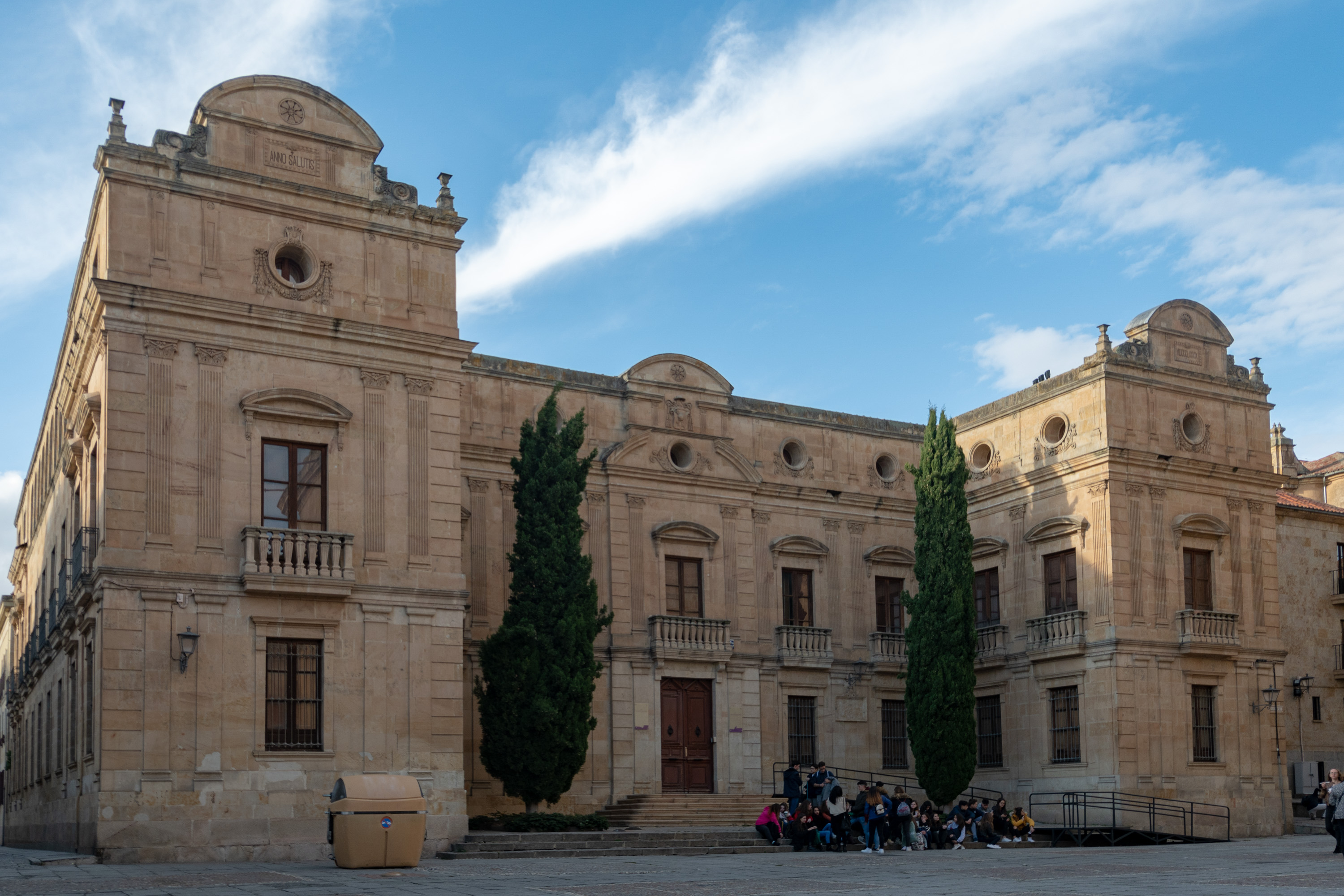
Palacio Episcopal de Salamanca

La sede de la diócesis se encuentra en la ciudad de Salamanca, en donde se halla la Catedral de la Asunción de la Virgen (llamada Catedral Nueva) y la excatedral de Santa María (llamada Catedral Vieja). En Alba de Tormes se encuentra la basílica de Santa Teresa. Depende de la diócesis también el santuario de Nuestra Señora de la Peña de Francia (Peña de Francia, El Cabaco), regido por los padres dominicos del convento de San Esteban de Salamanca.

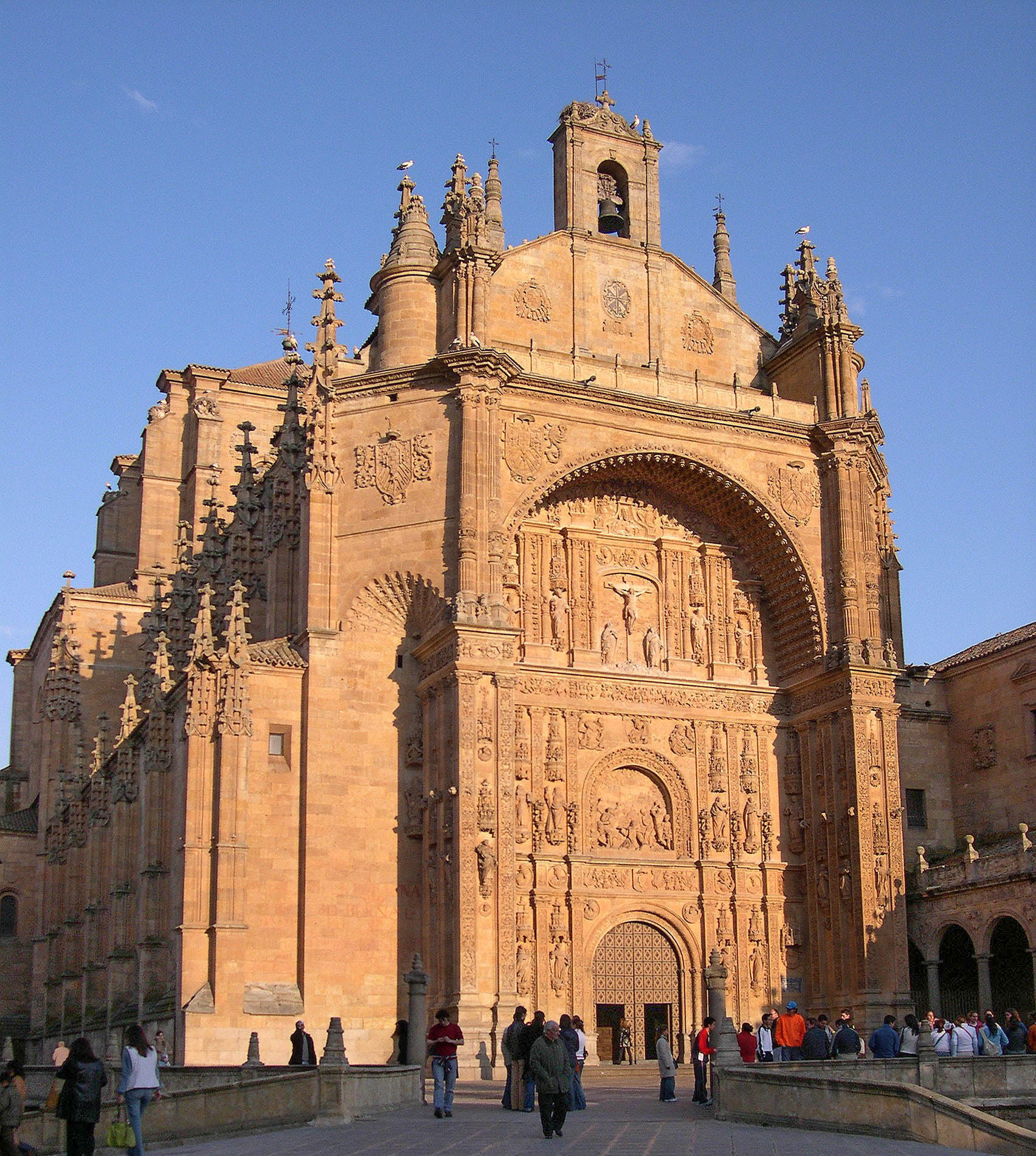
Convento de San Esteban, en Salamanca

En 2022 en la diócesis existían 411 parroquias agrupadas en 7 arciprestazgos, de los cuales tres son urbanos y cuatro rurales.

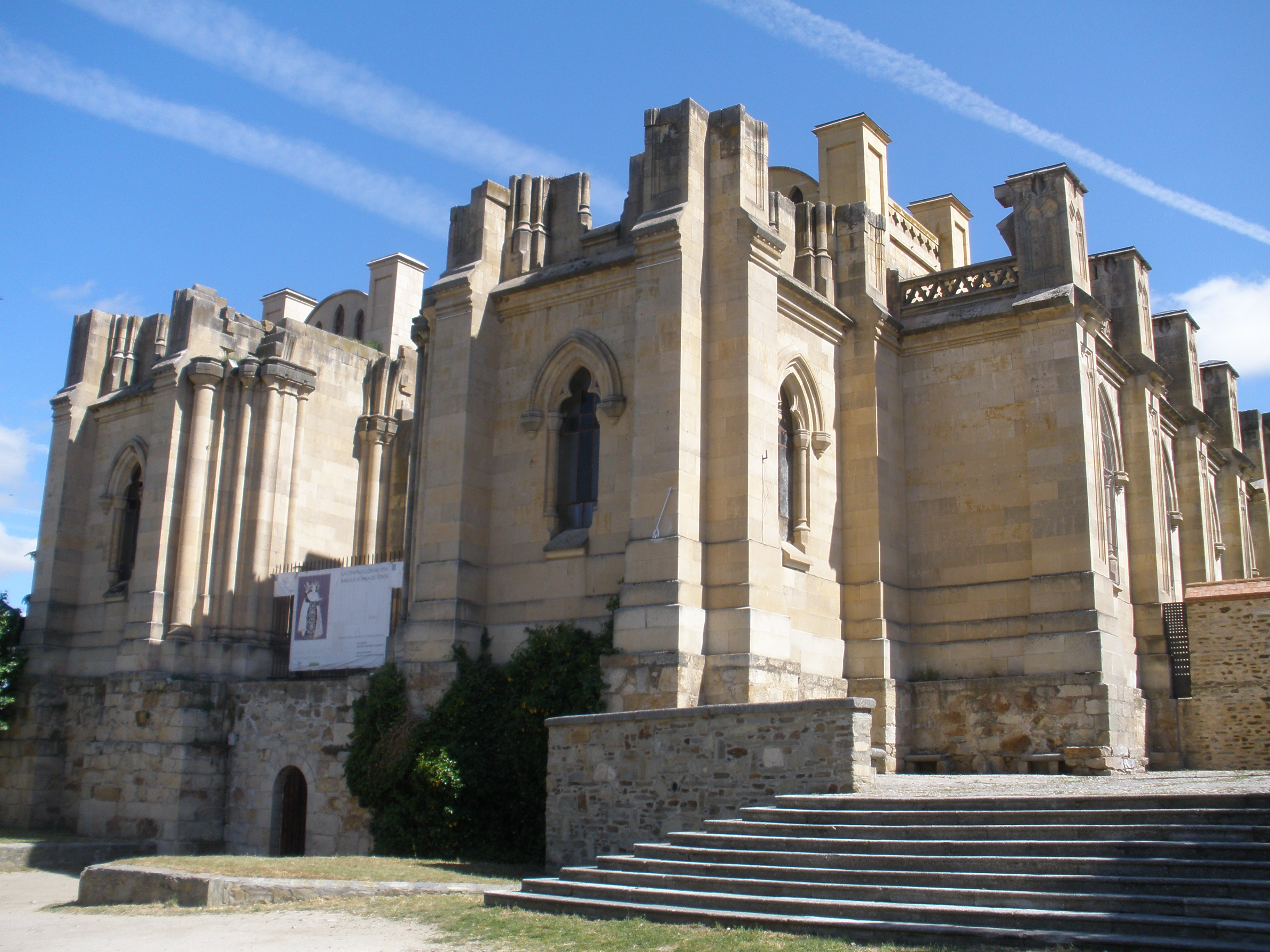
Basílica de Santa Teresa, en Alba de Tormes

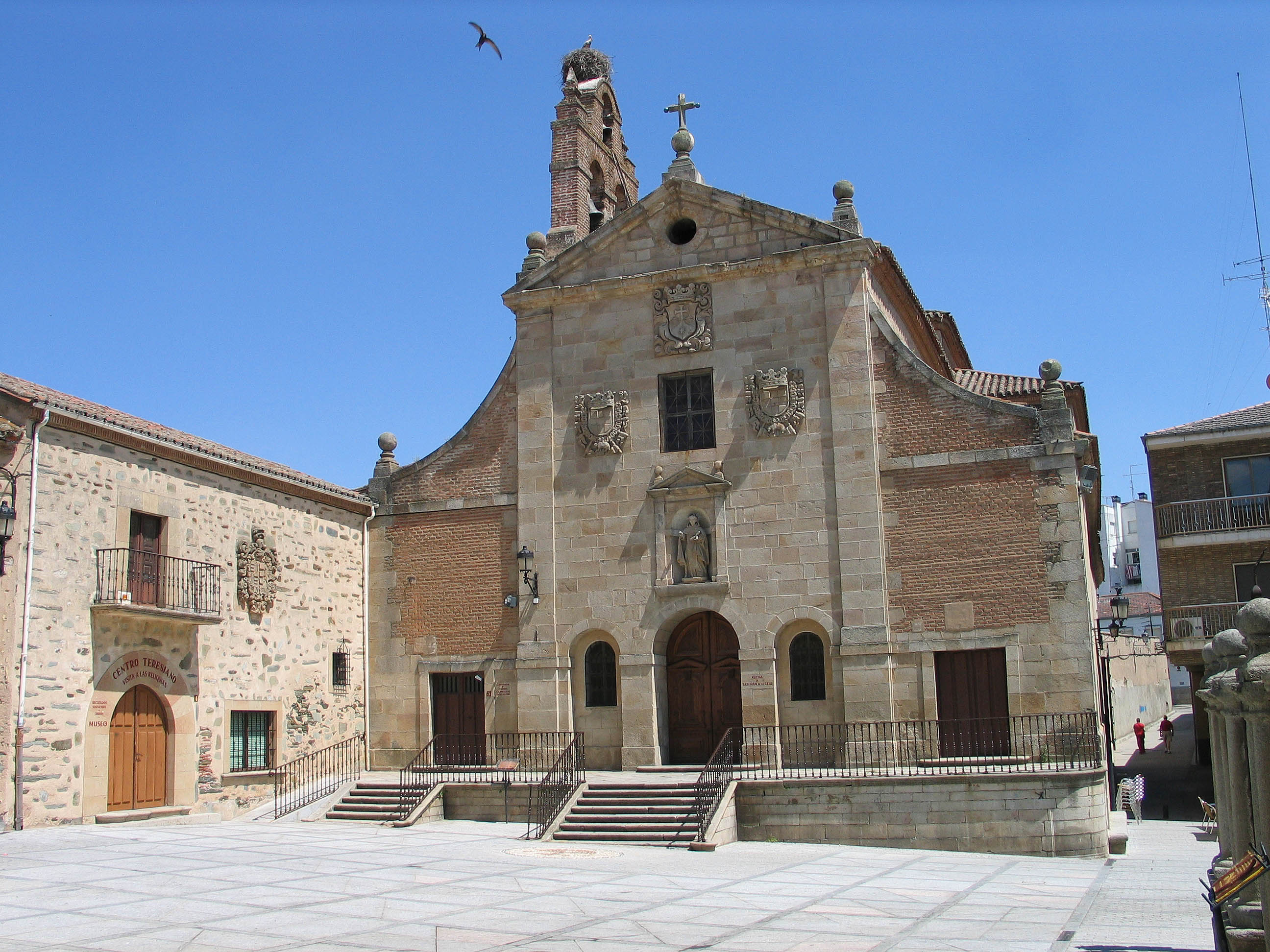
Iglesia de San Juan de la Cruz, en Alba de Tormes

## Historia
Las primeras noticias ciertas de la erección de la diócesis se remontan al año 589, año en el que el obispo Eleuterio participó en el III III Concilio de Toledo. La tradición transmite los nombres de algunos obispos anteriores a Eleuterio, por lo que es posible que la diócesis sea más antigua. Dado que en 666 el obispo de Salamanca, Justo, asistió a un concilio provincial celebrado en Mérida, parece que por aquella época la sede de Salamanca era sufragánea de la archidiócesis de Mérida.
La invasión árabe entre los siglos VIII y XI quizás provocó una interrupción de la sucesión episcopal. Sin embargo, los nombres transmitidos de los obispos no permiten reconstruir continuamente la historia de la diócesis.
Tras la Reconquista, el rey Alfonso VI de León encargó la repoblación de la ciudad a su yerno Raimundo de Borgoña, quien el 22 de junio de 1102, en el primer documento cierto del restablecimiento de la sede, nombró obispo encargado de restaurar la diócesis a Jerónimo Visquio, que anteriormente había acompañado al Cid en sus campañas y que había sido obispo de Valencia desde la conquista de esta última urbe por el Cid hasta que la ciudad volvió a caer en manos de los musulmanes. Durante su pontificado salmantino se hicieron los primeros planes de erigir una catedral, cuyas obras no empezarían mucho después. También parece que, como muchas de las diócesis de la época, Jerónimo creó una Escuela catedralicia (su maestrescuela asistió al Concilio de Carrión de 1130) que sería el germen del Estudio General primero y de la Universidad de Salamanca, después.
Como todas las diócesis de los reinos de Galicia, Asturias y León, en 1120 pasó a formar parte de la provincia eclesiástica de la archidiócesis de Santiago de Compostela, según lo sancionó una bula del papa Calixto II de 24 de febrero de 1124.
Desde la institución del Estudio General en 1218 por Alfonso IX de León, al que más tarde, en 1252, Alfonso X el Sabio le reconoció el título de Universidad (hecho ratificado por el papa Alejandro IV en 1255), gran parte de las rentas del obispado estaban dedicadas al mantenimiento de esta, por lo que fue una diócesis "pobre" a la que no querían ir obispos ambiciosos, así que muchos de los prelados que aceptaban tenían inquietudes intelectuales y fueron profesores (e incluso rectores) de la Universidad.
El primer sínodo diocesano fue celebrado en 1560 por el obispo Pedro González Mendoza, seguido de un sínodo durante el episcopado de Jerónimo Manrique Figueroa, el sínodo de 1604, presidido por el obispo Luis Fernández de Córdoba, y el sínodo de 1654, convocado por el obispo Pedro Carrillo y Acuña.
A la muerte del obispo Jerónimo Manrique Figueroa (1593), la sede episcopal quedó vacante durante un periodo de cuatro años y 10 meses (hasta 1598), porque el rey Felipe II quería erigir la diócesis de Valladolid, dándole en dote la colegiata de Medina del Campo, que hasta ese momento pertenecía a la diócesis de Salamanca, cuyo cabildo se oponía a esa pérdida.
El 31 de octubre de 1778 se creó el seminario diocesano, al que se fusionaron en la década siguiente otros colegios preexistentes.
El 4 de julio de 1857 pasó a ser sufragánea de la archidiócesis de Valladolid.
El 17 de octubre de 1954 y el 20 de julio de 1958, con sendos decretos de la Congregación Consistorial llamados Quum sollemnibus, se revisaron los límites de la diócesis para hacerlos coincidir con los de la provincia civil, en aplicación del concordato entre la Santo Sede y el gobierno español de 1953. La diócesis de Salamanca cedió algunas parroquias a las diócesis de Zamora y Ciudad Rodrigo y adquirió todas las que había en la provincia de Salamanca y que pertenecían a la archidiócesis de Valladolid y a las diócesis de Zamora y Coria-Cáceres.
Desde el 15 de noviembre de 2021 se encuentra unida in persona episcopi a la diócesis de Ciudad Rodrigo.

## Estadísticas
Según el Anuario Pontificio 2023 la diócesis tenía a fines de 2022 un total de 254 897 fieles bautizados.
| Año                                                                             | Población            | Población | Población      | Sacerdotes | Sacerdotes    | Sacerdotes    | Bautizados por sacerdote | Diáconos permanentes | Religiosos | Religiosos | Parroquias |
| Año                                                                             | Bautizados católicos | Total     | % de católicos | Total      | Clero secular | Clero regular | Bautizados por sacerdote | Diáconos permanentes | Varones    | Mujeres    | Parroquias |
| ------------------------------------------------------------------------------- | -------------------- | --------- | -------------- | ---------- | ------------- | ------------- | ------------------------ | -------------------- | ---------- | ---------- | ---------- |
| 1950                                                                            | 250 000              | 250 000   | 100.0          | 565        | 390           | 175           | 442                      |                      | 635        | 1472       | 287        |
| 1969                                                                            | 267 623              | 267 791   | 99.9           | 783        | 408           | 375           | 341                      |                      | 581        | 1881       | 199        |
| 1980                                                                            | 301 000              | 303 000   | 99.3           | 559        | 333           | 226           | 538                      |                      | 461        | 1175       | 324        |
| 1990                                                                            | 288 000              | 290 000   | 99.3           | 564        | 324           | 240           | 510                      |                      | 510        | 1080       | 323        |
| 1999                                                                            | 280 800              | 289 800   | 96.9           | 284        | 198           | 86            | 988                      | 3                    | 309        | 712        | 405        |
| 2000                                                                            | 280 000              | 288 800   | 97.0           | 265        | 199           | 66            | 1056                     | 3                    | 166        | 590        | 405        |
| 2001                                                                            | 280 000              | 287 000   | 97.6           | 295        | 199           | 96            | 949                      | 3                    | 413        | 558        | 405        |
| 2002                                                                            | 280 000              | 286 000   | 97.9           | 346        | 199           | 147           | 809                      | 2                    | 495        | 523        | 405        |
| 2003                                                                            | 275 000              | 280 000   | 98.2           | 429        | 199           | 230           | 641                      | 2                    | 555        | 500        | 405        |
| 2004                                                                            | 275 000              | 280 000   | 98.2           | 392        | 192           | 200           | 701                      | 2                    | 525        | 480        | 405        |
| 2010                                                                            | 296 000              | 302 200   | 97.9           | 445        | 200           | 245           | 665                      | 4                    | 361        | 983        | 411        |
| 2014                                                                            | 297 000              | 302 900   | 98.1           | 462        | 187           | 275           | 642                      | 4                    | 403        | 1017       | 411        |
| 2017                                                                            | 263 533              | 281 353   | 93.7           | 416        | 175           | 241           | 633                      | 4                    | 376        | 1060       | 411        |
| 2020                                                                            | 255 525              | 277 943   | 91.9           | 362        | 161           | 201           | 705                      | 5                    | 276        | 852        | 411        |
| 2022                                                                            | 254 897              | 276 755   | 92.1           | 336        | 151           | 185           | 758                      | 5                    | 275        | 806        | 411        |
| Fuente: Catholic-Hierarchy, que a su vez toma los datos del Anuario Pontificio. |                      |           |                |            |               |               |                          |                      |            |            |            |

Según cifras oficiales, 3 seminaristas cursaron sus estudios en el Seminario Diocesano durante el curso 2017-2018 y fue ordenado un nuevo sacerdote.